# Horicon
Horicon is een plaats (city) in de Amerikaanse staat Wisconsin, en valt bestuurlijk gezien onder Dodge County.

## Demografie
Bij de volkstelling in 2000 werd het aantal inwoners vastgesteld op 3775. In 2006 is het aantal inwoners door het United States Census Bureau geschat op 3656, een daling van 119 (-3,2%).

## Geografie
Volgens het United States Census Bureau beslaat de plaats een oppervlakte van 8,8 km², waarvan 8,7 km² land en 0,1 km² water. Horicon ligt op ongeveer 263 m boven zeeniveau.
Horicon ligt aan de Rock River, een zijrivier van de Mississippi met een lengte van naar schatting 459 kilometer.

## Plaatsen in de nabije omgeving
De onderstaande figuur toont nabijgelegen plaatsen in een straal van 12 km rond Horicon.